# Улица Елькина (Челябинск)
Улица Елькина (до 1920 года — Азиатская) — одна из старейших улиц Челябинска. Названа в честь участника челябинского революционного движения, члена ВКП(б) Соломона Яковлевича Елькина. Улица проходит в исторической части города. На ней расположены дореволюционные здания. На пересечении улиц Елькина и Кирова находится Челябинский элеватор, выявленный объект культурного наследия.

## Прежнее название

Соломон Елькин (1888—1918)

В рамках так называемого Первого переименования 1-го мая 1920-го года улица получила современное название.
Исконное имя улицы — Азиатская. Причина такого названия — сосредоточенное проживание на этой улице татарского населения Челябинска.
Также с дореволюционных времён и до настоящего времени на этой улице располагается Белая мечеть (Ак-мечеть).

## Известные здания и заведения на улице
- «Ак-мечеть» — центральная соборная мечеть г. Челябинска (махалля № 129)
- Управление Министерства юстиции РФ по Челябинской области
- Прокуратура Челябинской области
- ГУ МВД России по Челябинской области
- Управление Федеральной службы государственной регистрации, кадастра и картографии по Челябинской области
- Управление Федеральной службы по надзору в сфере природопользования
- Управление Федеральной службы по надзору в сфере защиты прав потребителей и благополучия человека по Челябинской области
- Лаборатории Центра гигиены и эпидемиологии Роспотребнадзора в Челябинской области
- Центр лабораторного анализа и технических измерений по Уральскому федеральному округу
- Челябинский учебно-методический центр гражданской обороны
- Управление вневедомственной охраны при ГУ МВД России по г. Челябинску
- Министерство дорожного хозяйства и транспорта Челябинской области
- Министерство строительства и инфраструктуры Челябинской области
- Министерство образования и науки Челябинской области
- Культурно-информационный центр Администрации г. Челябинска
- Центр бесплатной юридической помощи, Челябинская областная нотариальная палата
- ГКУ «Челябинскавтодор»
- Гимназия № 10
- Гимназия № 80
- Средняя общеобразовательная школа № 98
- ООО «Южно-Уральский завод спецтехники»
- Рота полка полиции по г. Челябинску

## Фотогалерея

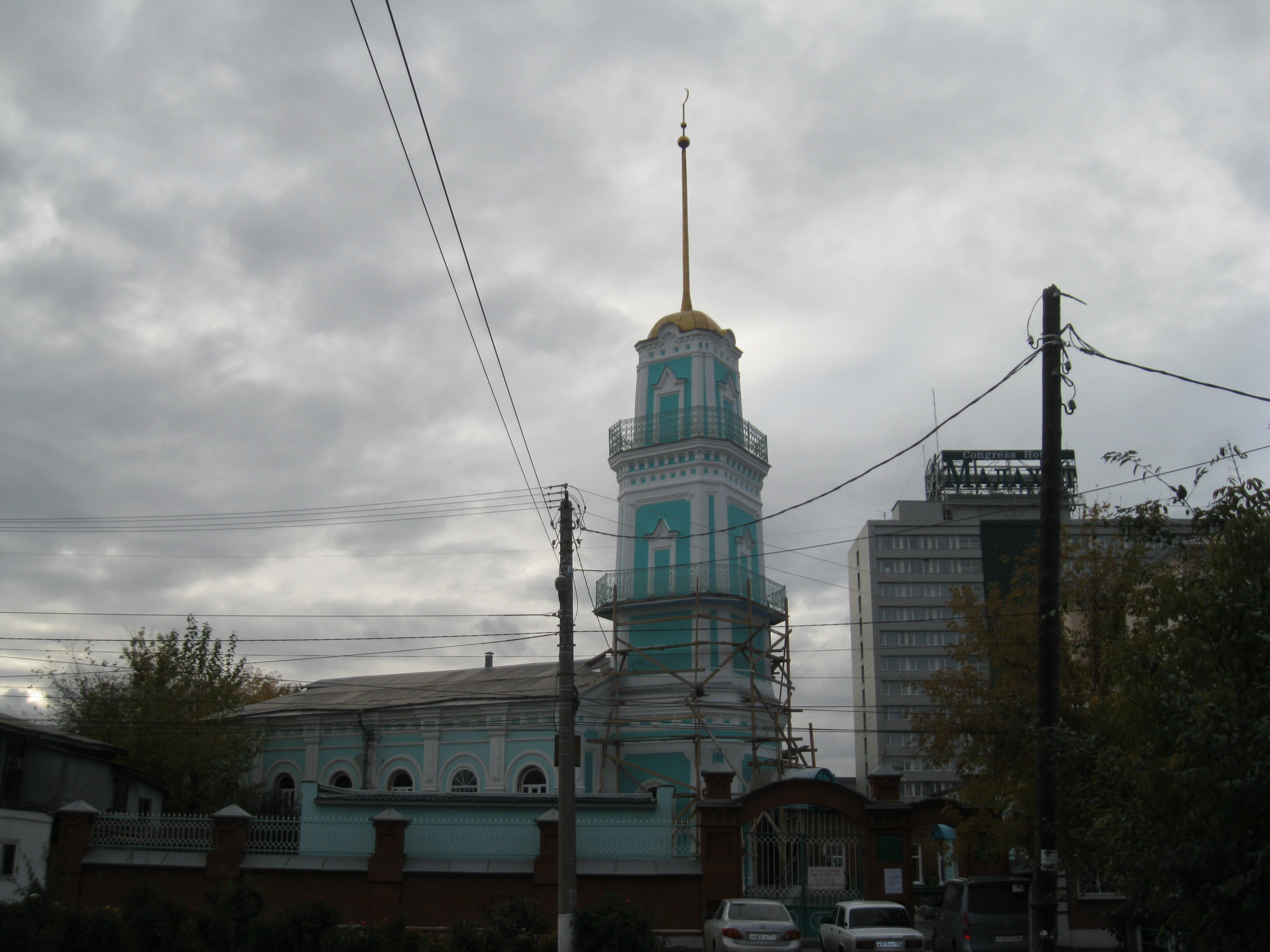
Белая мечеть. Улица Елькина, 16.
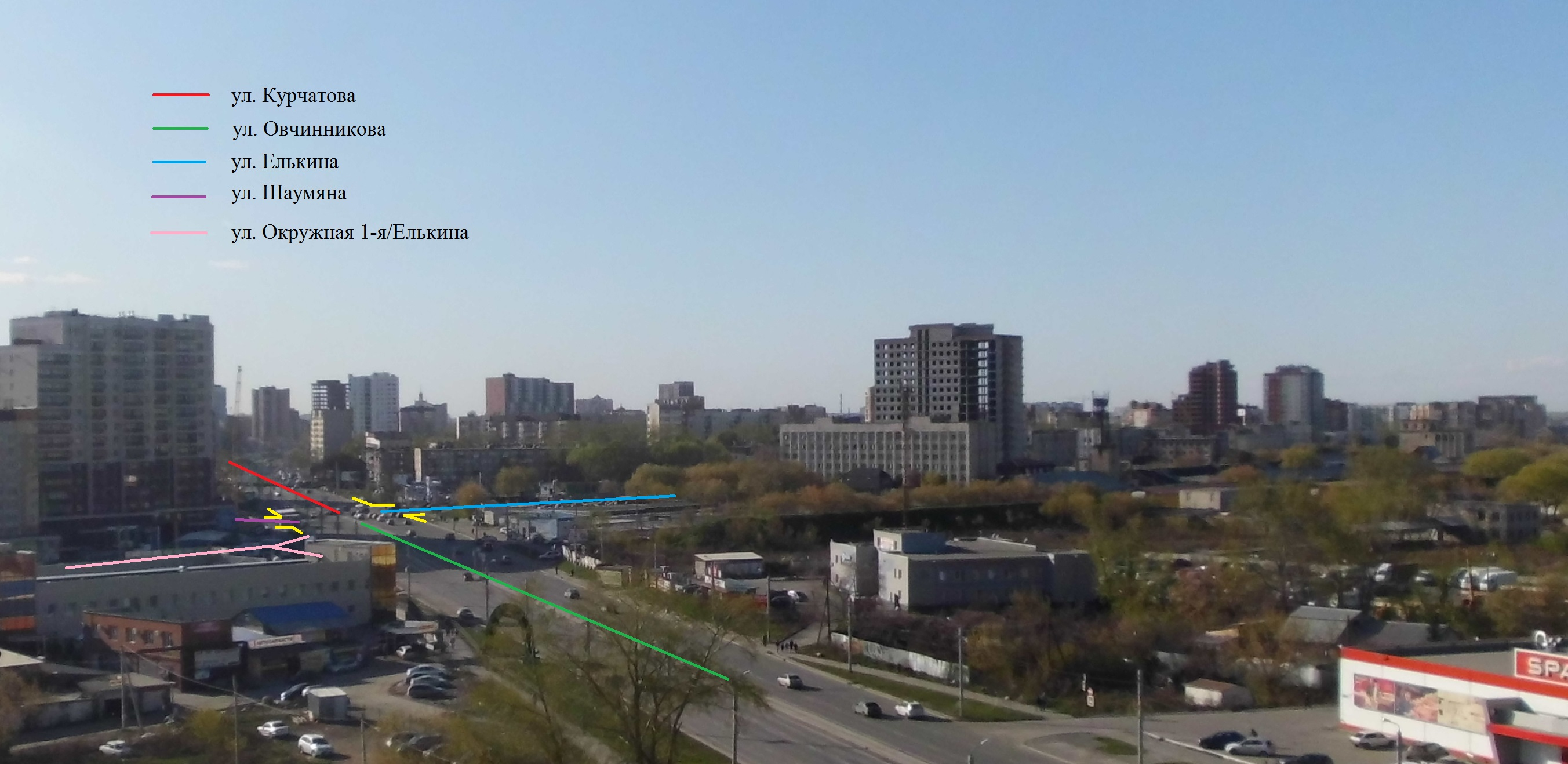
Перекрёсток улицы Елькина с внутренним транспортным кольцом Челябинска.